# Santa María de Nieva
A cidade peruana de Santa María de Nieva é a capital da Província de Condorcanqui, situada no Departamento de Amazonas, pertencente a Região de Amazonas, Peru.